# 西印度群島聯邦
西印度群島聯邦（又作），是在1958年1月3日至1962年5月31日間短暫存在的加勒比海上的聯邦。該聯邦由數個英國殖民地組成，包括特立尼达和多巴哥、巴巴多斯、牙买加以及背风群岛和向风群岛的岛屿，首都设立在特立尼达和多巴哥的西班牙港。英國政府期望該聯邦可以成為一個完整的政治實體，然后像加拿大、澳大利亚联邦以及罗得西亚与尼亚萨兰联邦那样，独立于英国成为一个单一的国家。然而，在这之前，联邦因内部政治冲突而崩溃，争论的焦点是如何进行有效的治理或运作。
联邦中的一部分国家选择独立，并最终成立了九个现代的主权国家，分别是安提瓜和巴布达、巴巴多斯、多米尼克、格林纳达、牙买加、圣基茨和尼维斯、圣卢西亚、圣文森特和格林纳丁斯以及特立尼达和多巴哥；而安圭拉、蒙特塞拉特、开曼群岛和特克斯和凯科斯群岛则成为了英国的海外领土。

## 英屬加勒比殖民地的整合
西印度群島聯邦並不是英國第一次對加勒比海上的殖民地進行整合。背風群島在1627年成為英國的單一殖民地，但在1816年便分為安提瓜-巴布达-蒙特塞拉特和圣克里斯多福-尼维斯-安圭拉兩塊殖民地。1871年英國國會通過《1871背風群島法案》，將背風群島各島組合成殖民地聯邦。
英國人在七年戰爭中籍《1763巴黎條約》獲得向風群島部分領地，於是自1673年也在向風群島實施了類似的措施，組成英屬向風群島，總督由巴巴多斯總督兼任，管轄格林納達、格林納丁斯群島、聖文森和多巴哥等島，每島置一個副總督，各島保留自己的議會。1838年，千里達和聖盧西亞加入。1875年，英國曾派約翰·波普·軒尼斯赴巴巴多斯組織一個單一的向風群島殖民地，但由於各島利益衝突，最終無法成形。1840年千里達成為直轄殖民地，1885年巴巴多斯脫離向風群島，格林納達總督兼任向風群島總督，1889年多巴哥脫離向風群島，加入千里達。
而在兩組群島外的加勒比群島，除巴哈馬外，都多受牙買加總督的管轄，如1848年脫離巴哈馬的特克斯与凯科斯群岛和1863年正式劃歸牙買加的開曼群島。而中美洲的英属洪都拉斯和蚊子海岸，也因軍事防衛的因素，曾被劃歸牙買加總督節制。
1940年，多米尼克自背風群島轉移到向風群島。背風群島聯邦和向風群島殖民地，直至1956年解散，以便每個島以單獨個體加入西印度群島聯邦。

## 联邦的解散
人们提出了许多原因来解释联邦的解体。从联邦自身而言，联邦政府非常软弱，联邦宪法不完善，有影响力的领导人之间存在政治争斗且与联邦政府有摩擦；从历史和地缘关系看，人口和资源在两个最大的地区中的压倒性集中，地区之间的地理和文化距离较大，各殖民地缺乏共同管理的历史。
然而，导致联邦解体的直接诱因是牙买加的不满，主要有以下几点：
- 牙买加认为其在联邦议会中的席位比其在联邦总人口中所占比例要小。
- 人们认为较小的岛屿会耗尽牙买加的财富——岛上铝土矿的经济收益开始增加。
- 牙买加在地理上与其他岛屿有些孤立。
- 岛与岛之间的竞争。
- 许多牙买加人对金斯敦没有被选为联邦首都感到不满。

令牙买加人最不满的主要原因是联邦仍然处于英国的殖民统治下。牙买加选择加入联邦是因为其领导人相信西印度群岛会很快获得独立。联邦成立将近三年后，这一点尚未发生；与此同时，像塞浦路斯和塞拉利昂这样的较小的英国殖民地已经获得了独立。因此，许多牙买加人认为他们可以并且应该寻求自己的独立。
联邦名义上的首都，位于特立尼达的查瓜拉马斯也存在问题。当时该地仍由美国控制（二战期间，美国从英国租借了该地作为海军基地）。许多加勒比省份的领导人希望查瓜拉马斯成为联邦的首都。例如，牙买加的诺曼·曼利（Norman Manley）和特立尼达和多巴哥的埃里克·威廉姆斯（Eric Williams）推动将查瓜拉马斯移交给联邦。然而，美国和英国不同意，而联邦总理格兰特利·亚当斯（Grantley Herbert Adams）也阻止了这一行为。对许多牙买加人来说，联邦似乎只会阻碍他们的发展和迈向独立的进程。
因此，布斯塔曼特（Alexander Bustamante）领导的牙买加工党（西印度民主劳工党的地方组成部分）成功迫使曼利在1961年9月就脱离联邦进行政治独立公投。结果是54%的人投票赞成脱离联邦，尽管当时该省的首席部长曼利反对。曼利本人在1962年4月的岛内选举中失败，布斯塔曼特于1962年8月6日成为牙买加独立后的第一任总理。
在牙买加退出后，有人试图从旧联邦的残骸中挽救一个新的联邦。特立尼达和多巴哥的威廉斯总理是其中强有力的推动者，他此前曾表示希望建立一个“强大的联邦”。安提瓜总理韦尔·伯德（Vere Bird）回应说，他的省份只会与特立尼达作为平等伙伴加入联邦，而不是作为“小多巴哥”。他明确表示，只要不试图建立一个单一的国家，一个强大的联邦是可以接受的。
这一新联邦的谈判于1961年9月开始；然而，谈判表示，特立尼达必须提供新联邦75%至80%的财政收入。此外，即使特立尼达现在代表新联邦60%的人口，但在正在审议的提案中，特立尼达只能获得不到一半的席位。
到了11月，威廉姆斯表示他现在支持建立一个统一国家的想法。如果做不到这一点，他决定让特立尼达和多巴哥独立。他在1961年12月4日的特立尼达领导人重新选举中获胜，这让他充满信心。随后的12月末，巴巴多斯总理埃罗尔·巴罗（Errol Barrow）会见了威廉姆斯，但未能说服他让特立尼达留在联邦中。
1962年1月14日，人民民族运动（由威廉姆斯领导的西印度民主自由党（West Indies Federal Labour Party）的特立尼达分支）通过了一项决议，拒绝进一步参与联邦事务。威廉姆斯本人表示“10去掉1就是0”——换句话说，没有牙买加，就不可能有联邦。特立尼达和多巴哥于1962年8月31日独立。
在没有特立尼达和牙买加的情况下，剩下的“八小国”试图挽救西印度群岛联邦，这一次以巴巴多斯为中心。然而，这些谈判最终被证明是徒劳的。在没有两个最大的州的情况下，联邦注定陷入财政破产。1962年5月31日，西印度群岛联邦正式解体，国祚4年，昙花一现，匆匆而去。

## 人口和地理
西印度聯邦成立之際約有300到400萬人口，主要種族是非洲人後裔。少數族裔包括來自印度次大陸的「東印度人」、歐洲人、華人和加勒比原住民，還有不少混血兒。宗教方面，大部分是新教徒，還有部分天主教徒、印度教徒和穆斯林。
從1853年到1884年，官方記錄中有17,904名華人以契約勞工的身份來到這裡，主要是男性。因為英國人不希望這些勞工在加勒比永久定居，他們很少被允許帶上在華的妻子。
西印度聯邦由24個有人居住的主要島嶼組成，約有220-230个離岸島嶼和礁石。最大島牙買加島位於聯邦的西北極，第二大島千里達位於聯邦東南部，第三大島巴巴多斯位於聯邦東部。聯邦極西的開曼群島和極東的巴巴多斯，相距2,425公里，即1,310海浬，橫跨22个经度；極北的特克斯与凯科斯群岛到極南的伊卡科斯角則有1,700公里，即920海浬，橫跨12个纬度。各島之間主要是廣闊的海域。相比之下，大不列顛本島橫跨10個經度，西班牙全國橫跨20個緯度，西印度群島聯邦的領地領海總面積也相當大。但大部分省份都是集中在東加勒比海的小島上，除了在聯邦西部的牙買加和其屬地。

## 行政區域
| 牙買加 安提瓜和巴布达 多米尼克 巴巴多斯 特立尼达和多巴哥 聖盧西亞 圣文森特和格林纳丁斯 格林纳达 蒙特塞拉特 開曼群島 特克斯和凯科斯群岛 圣克里斯托弗- 尼维斯-安圭拉 |

| 旗幟 | 省份                       | 省會       | 人口      | 面積（平方公里） |
| ---- | -------------------------- | ---------- | --------- | ---------------- |
|      | 安提瓜和巴布达             | 聖約翰     | 57,000    | 440              |
|      | 巴巴多斯                   | 布里奇顿   | 234,000   | 431              |
|      | 開曼群島                   | 乔治敦     | 9,000     | 264              |
|      | 多米尼克                   | 羅索       | 61,000    | 750              |
|      | 格林纳达                   | 聖佐治     | 91,000    | 344              |
|      | 牙買加                     | 京斯敦     | 1,660,000 | 10,991           |
|      | 蒙特塞拉特                 | 普利茅斯   | 13,000    | 102              |
|      | 圣克里斯托弗-尼维斯-安圭拉 | 巴斯特尔   | 55,600    | 351              |
|      | 聖盧西亞                   | 卡斯特里   | 95,000    | 616              |
|      | 圣文森特和格林纳丁斯       | 金斯敦     | 83,000    | 389              |
|      | 特立尼达和多巴哥           | 西班牙港   | 900,000   | 5,131            |
|      | 特克斯和凯科斯群岛         | 科伯恩城   | 6,000     | 430              |
|      | 西印度群島聯邦             | 查瓜拉马斯 | 3,264,600 | 20,239平方公里   |

## 曾属于西印度群岛联邦的国家和地区
| 牙買加 安提瓜和巴布达 多米尼克 巴巴多斯 特立尼达和多巴哥 聖盧西亞 圣文森特和格林纳丁斯 格林纳达 蒙特塞拉特 開曼群島 （英屬） 特克斯和凯科斯群岛 （英屬） 圣基茨和尼维斯、安圭拉 |

| 國旗                 | 國家/地區            | 首都     | 人口                | 面積（平方公里） | 政體             |
| -------------------- | -------------------- | -------- | ------------------- | ---------------- | ---------------- |
| 安提瓜和巴布达       | 安提瓜和巴布达       | 聖約翰   | 57,000              | 440              | 议会制君主立宪制 |
| 巴巴多斯             | 巴巴多斯             | 布里奇顿 | 234,000             | 431              | 议会制君主立宪制 |
| 開曼群島             | 開曼群島             | 乔治敦   | 9,000               | 264              | 议会制君主立宪制 |
| 多米尼克             | 多米尼克             | 羅索     | 61,000              | 750              | 议会共和制       |
| 格林纳达             | 格林纳达             | 聖佐治   | 91,000              | 344              | 议会制君主立宪制 |
| 牙买加               | 牙買加               | 京斯敦   | 1,660,000           | 10,991           | 议会制君主立宪制 |
| 蒙特塞拉特           | 蒙特塞拉特           | 普利茅斯 | 13,000              | 102              | 议会制君主立宪制 |
| 聖克里斯多福及尼維斯 | 圣基茨和尼维斯       | 巴斯特尔 | 52,715              | 261              | 议会制君主立宪制 |
| 安圭拉               | 安圭拉               | 瓦利     | 14,754              | 91               | 议会制君主立宪制 |
| 圣卢西亚             | 聖盧西亞             | 卡斯特里 | 95,000              | 616              | 议会制君主立宪制 |
| 圣文森特和格林纳丁斯 | 圣文森特和格林纳丁斯 | 金斯敦   | 83,000              | 389              | 议会制君主立宪制 |
| 千里達及托巴哥       | 特立尼达和多巴哥     | 西班牙港 | 900,000             | 5,131            | 总统共和制       |
| 特克斯和凯科斯群岛   | 特克斯和凯科斯群岛   | 科伯恩城 | 6,000               | 430              | 议会制君主立宪制 |
|                      | 西印度群島           |          | 3,264,600（歷史上） | 20,239平方公里   |                  |